# ديفيد بي. ريتشاردسون
ديفيد بي. ريتشاردسون هو محامي وسياسي أمريكي، ولد في 28 مايو 1833، وتوفي في 21 يونيو 1904. نشط حزبياً في الحزب الجمهوري. وقد انتخب عضو مجلس النواب الأمريكي ‏.